# Crosby, Stills, Nash & Young
Crosby, Stills & Nash (spesso abbreviato CSN) era un supergruppo musicale statunitense folk rock composto dai cantautori americani David Crosby e Stephen Stills e dal cantautore inglese Graham Nash. Quando a loro si unì anche il cantautore canadese Neil Young, come quarto membro, il gruppo cambiò il nome in Crosby, Stills, Nash & Young (CSNY).
Attivi sin dalla fine degli anni '60 divennero, nel corso degli anni, uno dei gruppi di punta della scena musicale folk rock della West Coast, grazie soprattutto alla complessità delle loro armonie vocali e alle tematiche dei loro testi, nonché per il loro attivismo politico su temi quali ambientalismo, pacifismo e non violenza.
Il loro primo album come quartetto, Déjà Vu, pubblicato nel 1970, raggiunse il numero uno in diverse classifiche internazionali e tuttora rimane il loro disco più venduto, con oltre otto milioni di copie e tre singoli di successo: Woodstock, Teach Your Children e Our House.
Crosby, Stills e Nash sono stati inseriti nella Rock and Roll Hall of Fame, sia come membri dei CSN che per il loro lavoro in altri gruppi (Crosby per i Byrds; Stills per i Buffalo Springfield; e Nash per gli Hollies). Anche Neil Young è stato inserito nella Hall of Fame come artista solista e membro dei Buffalo Springfield, ma non come membro dei CSNY. L'ultimo album in studio della band è stato Looking Forward, uscito nel 1999.

## Storia

### Crosby, Stills & Nash
Negli anni '60, prima della formazione di CSN, ogni membro della band faceva parte di altri gruppi con cui aveva già raggiunto una certa notorietà: David Crosby con i Byrds, Stephen Stills con i Buffalo Springfield e Graham Nash con gli Hollies. Verso la fine del 1967 Crosby venne licenziato dai Byrds e così, qualche mese dopo, iniziò a collaborare con Stills che, all'inizio del 1968, aveva assistito alla fine del progetto Buffalo Springfield. A loro si unì poco dopo Nash che, diventato amico di Crosby, a dicembre del 1968, decise di abbandonare gli Hollies. I CSN si formarono ufficialmente nel 1968 e vennero messi sotto contratto dall'etichetta discografica Atlantic Records, dopo essere stati rifiutati dalla Apple, l'allora etichetta dei Beatles. 
Il loro primo album, intitolato semplicemente Crosby, Stills & Nash, fu pubblicato nel maggio del 1969. Registrato presso gli studi Wally Heider di Hollywood tra il mese di giugno del 1968 e aprile del 1969, l'album riscosse un successo immediato che portò al gruppo una celebrità immediata. Il disco contiene alcune delle loro canzoni più famose, tra cui Helplessness Hoping, Long Time Gone, Suite: Judy Blue Eyes e Wooden Ships, una collaborazione tra Crosby, Stills e Paul Kantner dei Jefferson Airplane.

Per quanto riguarda la parte musicale, con l'eccezione delle sessioni di batteria, suonate da Dallas Taylor, ed alcune parti di chitarra ritmica e acustica di Crosby e Nash, la maggior parte della strumentazione dell'album vennero eseguite da Stephen Stills (soprannominato Captain Many Hands dagli altri membri della band): tutte le parti di chitarra solista, di basso, tastiera, oltre alla chitarra acustica nelle sue canzoni. L'album raggiunse il numero 6 nella classifica Billboard degli Stati Uniti. Mentre, i due singoli estratti dal disco, usciti nel 1969, entrarono nella Billboard Hot 100 americana: Marrakesh Express (numero 28) e Suite: Judy Blue Eyes (numero 21). La copertina venne realizzata utilizzando una foto scattata dal loro amico e fotografo Henry Diltz in cui, i componenti della band (da sinistra a destra, Nash, Stills e Crosby), sono seduti su un vecchio divano malconcio, all'esterno una casa abbandonata situata all'815 di Palm Avenue, a West Hollywood. Subito dopo l'uscita del disco, la band eseguì le canzoni dell'album al festival di Woodstock il 18 agosto del 1969. Per l'esibizione il trio venne affiancato sul palco da Neil Young che si era unito al gruppo solo due giorni prima, il 16 agosto, per un tour negli Stati Uniti appena iniziato, con una prima tappa all'Auditorium Theatre di Chicago.

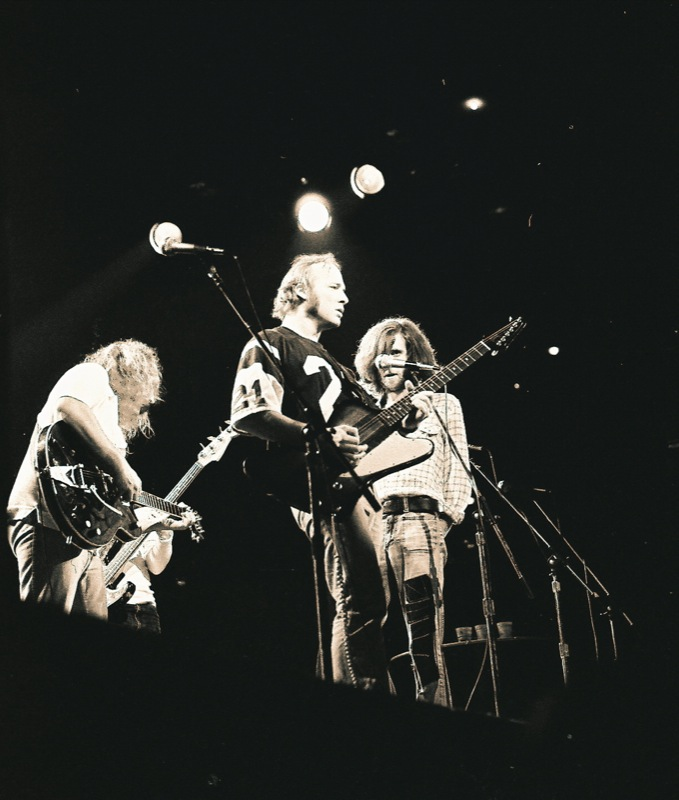
Crosby Stills Nash & Young, 1974

### L'aggiunta di Neil Young
Dopo il tour americano, seguito alla pubblicazione del primo album, Neil Young entrò a far parte del gruppo a pieno titolo. Stills e Nash inizialmente si opposero al suo ingresso nella band: Stills per i problemi che avevano portato allo scioglimento dei Buffalo Springfield, e Nash per la sua mancanza di familiarità con il musicista. Tuttavia, dopo diversi incontri, il trio si trasformò definitivamente in un quartetto.
La grande attesa che si era creata per il supergruppo portò alla realizzazione del secondo album, Déjà Vu, che venne pubblicato nel marzo del 1970. L'album venne registrato, tra luglio del 1969 e gennaio del 1970, presso gli studi Wally Heider di San Francisco e Hollywood e prodotto da tutti e quattro i membri della band.
Il disco raggiunse la vetta delle classifiche negli Stati Uniti e ne furono estratti tre singoli di successo: Woodstock, cover di un brano di Joni Mitchell, Teach Your Children e Our House. Certificato sette volte disco di platino dalla RIAA, rimane l'album più venduto della carriera di ciascun membro della band e, nel 2020, è stato classificato al numero 220 nell'elenco dei 500 più grandi album di tutti i tempi della rivista Rolling Stone.
Il loro secondo tour americano prese il via nell'aprile del 1970. Nel corso dei 23 concerti, la tenue natura della partnership fu messa a dura prova dall'abuso di alcol e cocaina da parte di Stills, culminata in un lungo set da solista non approvato dagli altri membri della band, al Fillmore East di New York, quando Stills fu informato che Bob Dylan era tra il pubblico. In questa atmosfera turbolenta, Crosby, Nash e Young decisero di lasciare il tour, nel bel mezzo di un doppio concerto all'Auditorium Theatre di Chicago, nel luglio del 1970. Le registrazioni dei concerti di quel tour, assemblate da Nash, produssero comunque il doppio album dal vivo, dal titolo 4 Way Street, uscito nel 1971. Il disco, che raccoglie materiale già pubblicato in studio, contiene la canzone Ohio, scritta da Neil Young in memoria dell'eccidio compiuto nel 1970 a Kent (Ohio), in cui la Guardia Nazionale represse una manifestazione studentesca, provocando la morte di quattro studenti, e che divenne poi il loro personale manifesto contro l'impegno statunitense nella guerra del Vietnam. Quello stesso tour portò, alla fine, allo scioglimento della band. Sebbene continuassero a collaborare in modo sporadico in varie occasioni, i quattro membri non tornarono più insieme fino al loro tour di reunion del 1974.
Nel 1976, Stills si riavvicinò a Crosby e Nash, ponendo le basi per il ritorno del trio. Meno di un anno dopo, Crosby, Stills & Nash pubblicarono l'album CSN. Registrato ai Criteria Studios di Miami tra la fine del 1976 e l'inizio del 1977, il disco raggiunse la seconda posizione nella classifica di Billboard.
Il 21 giugno del 1978, Crosby, Stills e Nash ricevettero una stella sulla Hollywood Walk of Fame per il loro contributo all'industria musicale.
Nel 1998, CSN&Y, vennero inseriti nella Vocal Group Hall of Fame.
Successivamente il gruppo si riunì più volte (anche con Young) e pubblicò altri cinque album in studio e quattro live. Il loro ultimo lavoro in studio è stato Looking Forward del 1999.
Si esibirono dal vivo fino al 2015, con tour che fecero tappa anche in Italia: nel 2013 a Brescia e Piazzola Sul Brenta (Padova)e poi nel 2015 a Milano, Padova e Roma.
David Crosby è morto nel 2023, escludendo ulteriori riunioni complete di entrambe le formazioni.

## Discografia

### Album in studio
- 1969 – Crosby, Stills & Nash (CSN)
- 1970 – Déjà Vu (CSNY)
- 1977 – CSN (CSN)
- 1982 – Daylight Again (CSN)
- 1988 – American Dream (CSNY)
- 1990 – Live It Up (CSN)
- 1994 – After the Storm (CSN)
- 1999 – Looking Forward (CSNY)

### Album live
- 1971 – 4 Way Street (CSNY)
- 1983 – Allies (CSN)
- 2008 – Déjà Vu Live (CSNY)
- 2012 – CSN 2012 (CSN)
- 2014 – CSNY 1974 (CSNY)

### Raccolte
- 1974 – So Far (CSN)
- 1980 – Replay (CSN)
- 1991 – CSN (CSN)
- 1991 – Carry On (CSN)
- 2005 – Greatest Hits (CSN)
- 2009 – Demos (CSN)
- 2021 – Deja Vu Alternates (CSNY)

### Collaborazioni
Crosby & Nash
Studio:
- 1972 – Graham Nash - David Crosby
- 1975 – Wind on the Water
- 1977 – Whistling Down the Wire
- 2004 – Crosby & Nash

Altre pubblicazioni:
- 1977 – Live
- 1978 – Best of Crosby and Nash
- 1998 – Another Stoney Evening
- 2000 – Bittersweet
- 2002 – Best of Crosby & Nash: the ABC Years
- 2006 – Crosby & Nash: Highlights

The Stills – Young Band
Studio:
- 1976 – Long May You Run

## Formazione

### Formazione storica
- David Crosby – voce, chitarra (1968-1970; 1973-1974; 1976-2015; morto nel 2023)
- Stephen Stills – voce, chitarra, tastiera, armonica a bocca, basso, percussioni (1968-1970; 1973-1974; 1976-2015)
- Graham Nash – voce, chitarra (1968-1970; 1973-1974; 1976-2015)
- Neil Young – voce, chitarra (1970; 1999-2002)
- Craig Doerge - tastiera (1976-1982)
- Greg Reeves – basso (1970;1978-1982)
- Dallas Taylor – batteria (1968-1970; 1976-1980; morto nel 2015)

### Altri ex componenti
- John Barbata - batteria (1973-1974)
- Jimmy Haslip - basso (1976-1979)
- Kim Bullard - tastiera (1977-1979)
- Leland Sklar - basso (1980-1982)
- Mike Finnigan - tastiera (1982-1986)
- Bob Glaub - basso (1982-1984)
- Calvin Samuel - basso (1984-1988)
- Benmont Tench - tastiera (1983-1986)
- Chad Cromwell -  batteria (1983-1985)
- Russel Kunkel - batteria (1978-1982)